# A Change of Heart
‘A Change of Heart는 잉글랜드의 인디 록 밴드 The 1975의 노래이다. 2016년 2월 22일에는 라디오와 스트리밍으로 나왔으며, 2016년 3월 15일 피지컬 싱글로 발매되었다. 뮤직 비디오는 2016년 4월 21일에 나왔다.

## 라이브 공연
이 노래는 2016년 11월 레이트 나이트 위드 세스 마이어스에서 공연하였다.

## 차트
| 차트 (2016)                         | 최고 순위 |
| ----------------------------------- | --------- |
| 영국 싱글 차트 (OCC)                | 42        |
| 미국 핫 록 & 얼터너티브 송 (빌보드) | 10        |
| 미국 얼터너티브 에어플레이 (빌보드) | 36        |

## 인증
| 국가                               | 인증 | 판매량/출하량 |
| ---------------------------------- | ---- | ------------- |
| 영국 (BPI)                         | 실버 | 200,000       |
| 판매량+스트리밍을 기반으로 한 인증 |      |               |